# Devilment
Devilment – brytyjski zespół wykonujący muzykę z pogranicza gothic, groove i metalu symfonicznego. Powstał pod koniec 2011 roku z inicjatywy gitarzysty Danny'ego Fincha. Skład uzupełnili perkusista Simon Dawson, basista Justin Walker oraz klawiszowiec Kieron De-Courci. W początkowym okresie działalności grupa borykała się z obsadą odpowiedniego wokalisty. W 2012 roku do grupy dołączył wokalista Dani Filth, znany z występów w sekstecie Cradle of Filth. Wraz z muzykiem grupa rozpoczęła prace nad debiutanckim albumem studyjnym. Latem 2014 roku formacja podpisała kontrakt wydawniczy z wytwórnią muzyczną Nuclear Blast. Pierwszy album Devilment zatytułowany The Great and Secret Show trafił do sprzedaży 3 listopada tego samego roku. Wkrótce potem w wyniku nieporozumień Finch odszedł z zespołu.

## Muzycy
| Obecny skład zespołu - Dani Filth - wokal prowadzący (od 2012) - Colin Parks - gitara (od 2013) - Nick Johnson - gitara basowa (od 2012) - Lauren Francis - instrumenty klawiszowe, wokal wspierający (od 2013) - Matt Alston - perkusja (od 2016) |  | Byli członkowie zespołu - Kieron De Manns - gitara (2011) - Justin Walker - gitara basowa (2011) - Kieron De-Courci - instrumenty klawiszowe (2011-2012) - Kev Jackson - gitara basowa (2011-2012) - Simon Dawson - perkusja (2011-2012) - Dan Jackson - gitara (2012-2013) - Danny Finch - gitara (2011-2014) - Aaron Boast - perkusja (2012-2015) - Sam S Junior - gitara (2015) |

## Dyskografia

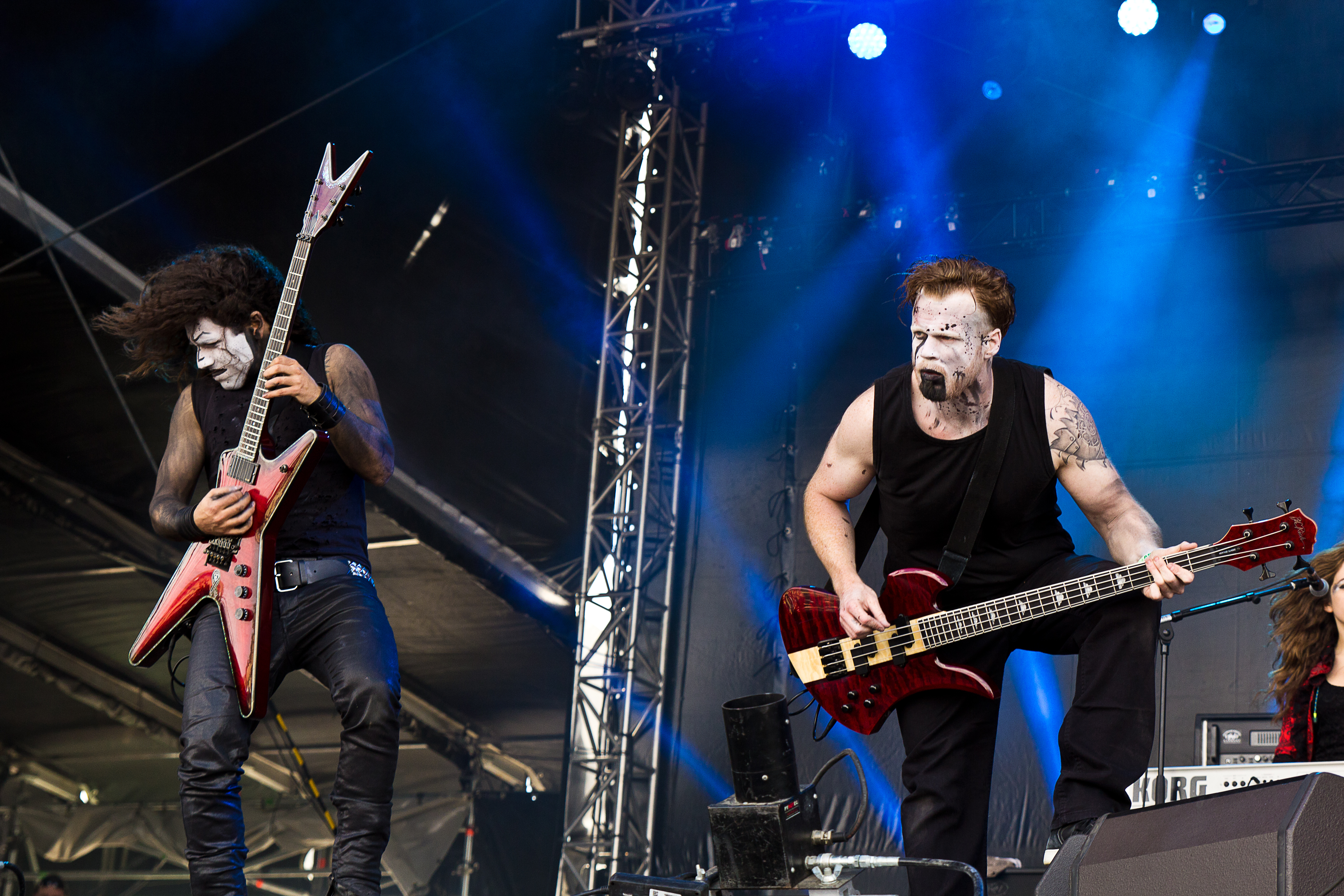
Devilment, 2015

| The Great and Secret Show               | - Data: 3 listopada 2014 - Wydawca: Nuclear Blast  | 22 | –   | –   | - USA: 0,8 tys.+ |
| Devilment II: The Mephisto Waltzes      | - Data: 18 listopada 2016 - Wydawca: Nuclear Blast | 23 | 128 | 127 | - USA: 0,6 tys.+ |
| "–" oznacza, że album nie był notowany. |                                                    |    |     |     |                  |

## Teledyski
| Tytuł                               | Rok  | Reżyseria        | Album                              | Źródło |
| ----------------------------------- | ---- | ---------------- | ---------------------------------- | ------ |
| "Even Your Blood Group Rejects Me"  | 2014 | Sam Scott-Hunter | The Great and Secret Show          | [ 12 ] |
| "Mother Kali" (lyric video)         | 2014 | –                | The Great and Secret Show          | [ 13 ] |
| "Sanity Hits A (Perfect) Zero"      | 2015 | Lizzy Ellam      | The Great and Secret Show          | [ 14 ] |
| "Under The Thunder" (lyric video)   | 2016 | –                | Devilment II: The Mephisto Waltzes | [ 15 ] |
| "Hitchcock Blonde"                  | 2016 | Sam Scott Hunter | Devilment II: The Mephisto Waltzes | [ 16 ] |
| "Full Dark, No Stars" (lyric video) | 2016 | –                | Devilment II: The Mephisto Waltzes | [ 17 ] |